# Parc national Los Médanos de Coro
Le parc national Los Médanos de Coro est un parc national situé au Venezuela créé le 6 février 1974. Il est situé dans l'État de Falcón.
Le parc est également reconnu zone importante pour la conservation des oiseaux.

## Toponymie
Médanos est le nom donné aux dunes dans l'unique désert du Venezuela.

## Situation
Les Médanos se trouvent dans l'État de Falcón, près de la ville de Coro sur la route qui mène à la péninsule de Paraguaná, dans le parc national créé en 1974 afin de préserver ces dunes : c'est le Parque Nacional Los Médanos de Coro.

## Espace naturel
Le parc des Médanos se trouve sur l'isthme des Médanos et couvre 91 280 hectares de désert et de côtes, y compris des marais salants. Les dunes sont massives et s'étendent sur une longueur de trente kilomètres. Elles peuvent atteindre quarante mètres de hauteur et sont continuellement transformées par un vent incessant. Il y pleut rarement et, par conséquent, la flore consiste avant tout en arbustes épineux.

## Faune
La faune est restreinte ; le parc est le domaine de lézards, de lapins (sylvilagus), de fourmiliers (myrmecophaga tridactyla), de renards gris, de pigeons et de crécerelles. Les touristes et visiteurs peuvent faire une promenade dans les dunes à dos de chameau (importés il y a déjà longtemps).
Le parc est d'accès facile par bus ou taxi depuis la ville de Coro.